# Opus (wytwórnia muzyczna)
Opus – słowacka wytwórnia muzyczna, która powstała w 1971 roku w ówczesnej Czechosłowacji. Po aksamitnej rewolucji stała się spółką akcyjną (słow. Opus a.s. ‘Opus SA’). Od 2005 roku jest własnością firmy Forza Music s.r.o.